# Radivoj Peterlin
Radivoj Peterlin-Petruška rojen Franc Peterlin, slovenski pesnik, urednik, popotnik in potopisec, * 28. januar 1879, Kamnik, † 21. junij 1938, Kamnik.

## Življenje in delo
Rodil se je očetu Alojzu in materi Tereziji (roj. Ulčar). Radivoj Peterlin z vzdevkom Petruška je bil sodobnik slovenske moderne (pesmi v zbirki V stari cukrarni ). Peš ali s kolesom je prepotoval domala vso Evropo. Posebno dolgo, okoli sedem let, se je zadrževal v carski Rusiji. Peterlin je pisal pesmi o izgubljeni ljubezni in mladosti, o motivih s popotovanj, o razpoloženjih nemirnega popotnika in o osamljenosti. Izdal je več pesniških zbirk: Po cesti in stepi,1912, Znamenje (1925), Popotne pesmi. Objavil je tudi knjižico s prevodi slovanskih ljudskih pesmi Slavljanska Lira (1904). Svoja popotovanja pa je opisal in izdal  v delu Ahasverjeva kronika. K matjuški Rusiji (Ljubljana, 1936).